# 沙特奈马拉布里
沙特奈马拉布里（法語：Châtenay-Malabry，法語發音：[ʃatnɛ malabʁi] ⓘ）是法国法兰西岛大区上塞纳省的一个市镇，位于该省南部，属于安东尼区和大巴黎都会区。该市镇的总面积为6.38平方公里，海拔104米，2022年1月1日时的人口为35,490人。

## 地理
沙特奈马拉布里（48°45'55"N, 2°16'41"E）面积6.38 平方千米，位于法国法蘭西島大區上塞纳省，该省份为法国北部内陆省份，毗邻巴黎。
与沙特奈马拉布里接壤的市镇（或旧市镇、城区）包括：安东尼、韦里耶尔勒比松、克拉马、勒普莱西罗班松、索镇、比耶夫尔。
沙特奈马拉布里的时区为UTC+01:00、UTC+02:00（夏令时）。

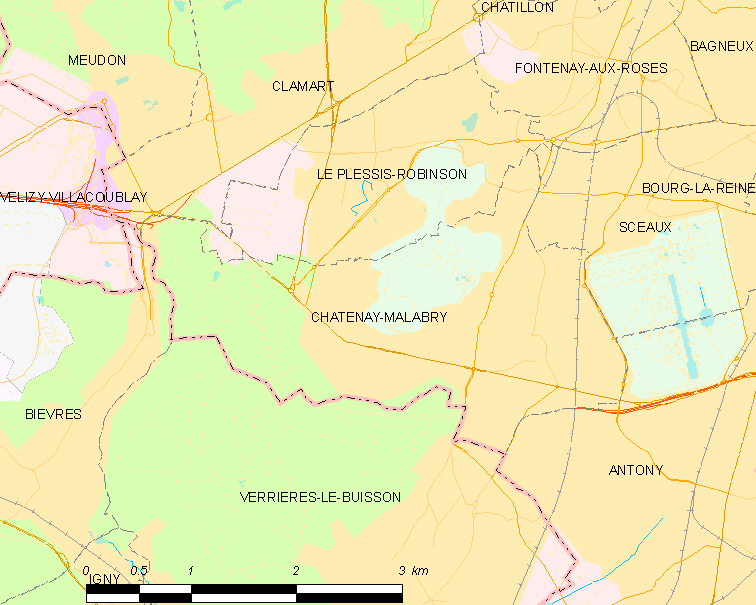
沙特奈马拉布里的OSM定位图

## 行政
沙特奈马拉布里的邮政编码为92290，INSEE市镇编码为92019。

## 政治
沙特奈马拉布里所属的省级选区为沙特奈马拉布里县。

## 人口

1962-2008年间沙特奈马拉布里人口变化图示

沙特奈马拉布里于2022年1月1日时的人口数量为35490人。

## 友好城市
- 德国 贝格诺伊施塔特
- 荷蘭 兰茨梅尔